# Eulonchopria punctatissima
Eulonchopria punctatissima is een vliesvleugelig insect uit de familie Colletidae. De wetenschappelijke naam van de soort is voor het eerst geldig gepubliceerd in 1963 door Michener.